# Stenocercus lache
Stenocercus lache là một loài thằn lằn trong họ Tropiduridae. Loài này được Corredor mô tả khoa học đầu tiên năm 1983.